# 岩坪理江
岩坪 理江（いわつぼ りえ、1963年1月28日 - ）は、日本の元女性声優。東京都出身。

## 人物
現役時代はぷろだくしょんバオバブ、ア・ミューに所属していた。
幼少の頃から声楽とピアノを習っていたことから、現役時のプロフィールには特技としてオペラを挙げている。19歳の頃には『蝶々夫人』の歌唱が評価されて、神奈川県立音楽堂新人コンクールの新人賞を受賞したこともある。高校卒業後は、フェリス女学院短期大学音楽科に入学し、オペラの研究科で声楽を学ぶ傍ら声優業にも関心を示し、短大卒業後はバオバブ学園で演技を勉強し、1991年に卒業した。
2004年頃に全ての持ち役を降板し、以降は目立った活動が見られない。大地丙太郎は、岩坪が持ち役を降板した理由については個人的な理由のため公表しないつもりだと語る。

## 後任
岩坪の活動停止後、持ち役を引き継いだのは以下の通り。
| 後任         | 役名                   | 概要作品                 | 後任の初担当作品                       |
| ------------ | ---------------------- | ------------------------ | -------------------------------------- |
| 麻生かほ里   | 電ボ子                 | 『おじゃる丸』           | 第6シリーズ                            |
| 佐藤なる美   | 電ボ子                 | 『おじゃる丸』           | 第11シリーズ                           |
| 佐藤なる美   | 電ボ（電ボ三十郎）     | 『おじゃる丸』           | 第8シリーズ                            |
| 甲斐田ゆき   | 月城飛鳥               | 『絶対無敵ライジンオー』 | 『スーパーロボット大戦GC』             |
| あおきさやか | クッキー（栗木容子）   | 『絶対無敵ライジンオー』 | 『スーパーロボット大戦GC』             |
| 水城レナ     | とし子ちゃんのお母さん | 『ちびまる子ちゃん』     |                                        |
| 馬場澄江     | とし子ちゃんのお母さん | 『ちびまる子ちゃん』     |                                        |
| 西村ちなみ   | プリンセス             | 『パワーパフガールズ』   |                                        |
| 新子夏代     | 小猿                   | 『十兵衛ちゃん』         | 『十兵衛ちゃん2 -シベリア柳生の逆襲-』 |
| 石塚理恵     | ジア                   | 『フルハウス』           | 『フラーハウス』                       |

## 出演
太字はメインキャラクター。

### テレビアニメ
1989年
- 青いブリンク（女性）
- おぼっちゃまくん（1989年 - 1992年、ボキン少女 他）

1991年
- 絶対無敵ライジンオー（1991年 - 1992年、月城飛鳥、栗木容子）
- それいけ!アンパンマン（ミカンぼうや〈初代〉）
- 太陽の勇者ファイバード（1991年 - 1992年、天野ハルカ）
- 魔法のプリンセス ミンキーモモ（子供）

1992年
- 元気爆発ガンバルガー（子供）
- 伝説の勇者ダ・ガーン（日直）
- ママは小学4年生（上坂村の男の子）
- ヤダモン（1992年 - 1993年、ジャン、ドロシー、ソフィ）
- YAWARA!（女子大生B、女子大生C、女子社員B）

1993年
- 楽しいウイロータウン（ジミー）
- ドラえもん（幼児、弟）
- 勇者特急マイトガイン（ケンジ）

1994年
- きょうふのキョーちゃん（シンイチ）
- 銀河戦国群雄伝ライ（春佳）
- クレヨンしんちゃん（幼児）
- サッカーフィーバー（フロッピィ）
- ヤマトタケル（ウガイトキト）
- レッドバロン（冴場翔子）

1995年
- 黄金勇者ゴルドラン（カルロ、マフィン）
- オズ・キッズ（ジャック）
- 怪盗セイント・テール（女生徒）
- バーチャファイター（イライザ）
- ママはぽよぽよザウルスがお好き（ビデオ屋店員、小林たくや 他）
- モジャ公（ドロン）

1996年
- 家なき子レミ（ジャン）
- いじわるばあさん（アイコ、ライト、ヨーコ 他）
- こどものおもちゃ（尾崎理穂、真治、千歳、小僧、木下、中尾母）
- B'T-X（少年）
- 魔法少女プリティサミー（河合ほのか）
- 勇者指令ダグオン（ツヨシ）

1997年
- ちびまる子ちゃん（とし子ちゃんのお母さん〈初代〉）

1998年
- 浦安鉄筋家族（大沢木小鉄、ハッチ）
- おじゃる丸（電ボ三十郎〈初代〉、電ボ子〈初代〉）
- こちら葛飾区亀有公園前派出所（両津金次郎〈小学生時代〉、霧ヶ谷景子）
- さくらももこ劇場コジコジ（1998年 - 1999年、やすひこ〈子供〉、サトシ、フクちゃん、ゆうた、宇宙人・女）
- セクシーコマンドー外伝 すごいよ!!マサルさん（沢村りえ、いわつぼりえ、ゴン太）
- 超魔神英雄伝ワタル（リップル）
- 発明BOYカニパン（1998年 - 1999年、キッド）
- 花さか天使テンテンくん（トイレの穴子さん）

1999年
- イソップワールド（ミーニャ、ミー）
- 臣士魔法劇場 リスキー☆セフティ（リスキー、セフティ）
- 十兵衛ちゃん-ラブリー眼帯の秘密-（小猿、小蝶）
- 超発明BOYカニパン（キッド）
- ビックリマン2000（福陽気妃）
- メダロット（コウタ）

2000年
- メダロット魂（キャンティ）

2001年
- 犬夜叉（小春）

### OVA
1990年
- 機動戦士SDガンダム MARK-IV（ギャル1）

1991年
- 柔道部物語（女生徒D）

1992年
- 絶対無敵ライジンオー 初恋大作戦!（月城飛鳥、栗木容子）
- 絶対無敵ライジンオー 陽昇城カラクリ夢日記（月城飛鳥、栗木容子）
- マグマ大使（みゆき）

1993年
- 絶対無敵ライジンオー みんなが地球防衛組（月城飛鳥、栗木容子）
- ぼくの地球を守って（鈴木真理子、女生徒C）
- Rance〜砂漠のガーディアン〜（シイル・プライン）
- ロックマン 星に願いを（優太）

1994年
- I・R・I・A ZEIRAM THE ANIMATION（子供C）
- 気分は形而上 実在OL講座（ユカ）

1995年
- アイドルプロジェクト（鈴風紫音）
- 妖精姫レーン（宝田水姫、宝田夏姫、宝田春姫、宝田冬姫、宝田一姫、宝田由姫、宝田沙姫、ネイチャーズ）

1996年
- 宝魔ハンターライム（女生徒A）
- 魔討綺譚 ZANKAN!（斬奸）（1996年 - 1997年、イリア）

1997年
- ヴァリアブル・ジオ（研究員）
- フォトン（巫女、店のおばちゃん）

1998年
- 浦安鉄筋家族 走れスジャータ（オープニングナレーション、大沢木小鉄）
- 世紀末リーダー外伝たけし!（ヒロ）

### 劇場アニメ
1992年
- 機動戦士ガンダム0083 -ジオンの残光-（ニナの同僚）
- ドラえもん のび太と雲の王国（案内の女）

1996年
- トイレの花子さん（ウーパー）

1997年
- フランダースの犬（ステファンの友達）
- 魔法学園LUNAR! 青い竜の秘密（優秀な生徒たち）

2000年
- 映画おじゃる丸 約束の夏 おじゃるとせみら（電ボ三十郎）

### ゲーム
1994年
- クリスタルリナール -逢魔の迷宮-（ニームル・エルダム）

1995年
- 対戦アイドル麻雀ファイナルロマンスR（速水涼子）
- 銀河お嬢様伝説ユナ2 永遠のプリンセス（チャイナの麗美）
- ぼのぐらし

1996年
- テラ ファンタスティカ（カロリーヌ）

1997年
- 銀河お嬢様伝説ユナ3 LIGHTING ANGEL（チャイナの麗美）
- 続 初恋物語 〜修学旅行〜（瀬戸萌美）
- VS雀士ブランニュースターズ（香月まゆ）
- 魔法少女プリティサミー 〜恐るべし身体測定!核爆発5秒前!!〜（河合ほのか）

1998年
- 対戦麻雀ファイナルロマンス4（春蘭）
- ガーディアンリコール 〜守護獣召喚〜（小泊かおる、玄武）※PS版
- 銀河お嬢様伝説ユナ FINAL EDITION（チャイナの麗美）
- 魔法少女プリティサミー 〜ハートのきもち〜（河合ほのか）

1999年
- 超発明BOYカニパン 〜暴走ロボトの謎!?〜（キッド）

2000年
- ブレイブサーガ2（天野ハルカ）

2001年
- 犬夜叉（小春）

2003年
- SUNRISE WORLD WAR Fromサンライズ英雄譚（飛鳥）

2005年
- 新世紀勇者大戦（月城飛鳥）

### 吹き替え

#### 映画
- アダムス・ファミリー2
- トラブル・ファミリー ぼくの〇×絵日記（フリック）
- パラダイス・アーミー
- 秘密の花園（コリン）

#### ドラマ
- フルハウス（ジア）
- 紅はこべ2（フランソワーズ・ピカール）

#### アニメ
- アラジンの大冒険（カビード、イアン、タンティ）
- パワーパフガールズ（メアリー〈初代〉、プリンセス〈初代〉）
- ピンクパンサー（トミー）

### CD
- アイドルプロジェクト First Present（紫音）
- アイドルプロジェクト Second Stage（紫音）
- アイドルプロジェクト クライムプランニング（紫音）
- Don't Stop! -ス・テ・キにめぐり会いたい-/君のハートを狙いうち（紫音）
- 恋をいたしましょう（電ボ）
- プリンでおじゃる（電ボ）
- 臣士魔法劇場リスキー☆セフティ あっ!サウンドトラック（リスキー&セフティ）
- 此処にいるから（リスキー&セフティ）
- 銀河お嬢様伝説ユナ GALAXY WAVE '96 「秋だ!おイモだ!遠足だ!」（チャイナの麗美）
- 十兵衛ちゃん 未放映地区オリジナルサウンド・トラック（小猿）
- 絶対無敵ライジンオーシリーズ（月城飛鳥、栗木容子）
  - 絶対無敵ライジンオー 歌う地球防衛組!
  - 絶対無敵ライジンオーIV 地球防衛組全員出動!
  - 絶対無敵ライジンオーV ドラマCDスペシャル 絶対無敵の玉手箱（トウトウココマデヤッチマッタ）
  - 絶対無敵ライジンオー ドラ1
- 続 初恋物語 〜修学旅行〜 ソングコレクション（瀬戸萌美）
- 太陽の勇者ファイバード ユリちゃんに愛の花束を…（天野ハルカ）
- 魔神英雄伝ワタル3 虎王物語 虎王伝説 CDシネマ2 魔皇降臨編（少年C）
- 魔討綺譚 ZANKAN! ドラマティックCD BOOK（イリア）
- 魔法陣グルグル 〜水晶玉を取り戻せ! 暗闇の中は大コンランですぞ!!〜（ラビ）

### テレビドラマ
- 夢通りエプロン亭（トマトン）

### CM
- 絶対無敵ライジンオー マラソンCM（月城飛鳥、栗木容子）